# クリス・ゲイラー
クリストファー・ジェイムズ・ゲイラー（Christopher James Gaylor、1979年4月11日 - ）は、アメリカ合衆国のミュージシャン。オール・アメリカン・リジェクツのメンバーである。